# John B. Calhoun
John B. Calhoun (11. května 1917, Elkton, Tennessee, USA – 7. září 1995) byl americký etolog a behaviorální vědec známý pro svá studia hustoty obyvatelstva a její vliv na chování jedinců. Tvrdil, že bezútěšné výsledky jeho experimentů prováděných na myších (Calhounův experiment), mohou být ponurým modelem budoucnosti lidské rasy. Během svých studií Calhoun razil termín „zkázonosné chování" (angl. behavioral sink), když popisoval nenormální chování nahuštěné populace a na sebe zaměřené pasivní jedince, „krasavce“ (angl. beautiful ones), kteří se vzdali všech sociálních interakcí i vůbec vůle k rozmnožování. Jeho práce získala světové uznání. Přednášel na konferencích po celém světě a o názor byl žádán různorodými skupinami od NASA až po District of Columbia při panelové diskusi o přeplněnosti v místních věznicích. 
Studie Calhounových potkanů byly použity jako základ proxemické teorie Edwarda T. Halla.